# Morphologie urbaine
 (novembre 2013).
La morphologie urbaine est l'étude des formes urbaines. La morphologie urbaine vise à étudier les tissus urbains au-delà de la simple analyse architecturale des bâtiments et à identifier les schémas et structures sous-jacents. La morphologie urbaine étudie les formes et les caractéristiques de la ville (la voirie, le parcellaire, le découpage du sol, les densités, les usages), et les phénomènes qui en sont à l'origine: topographie, histoire, influence culturelle, économie, règles d'urbanisme, contexte technologique ou encore énergétique. Elle s'appuie sur les différentes échelles constitutives du monde urbain : le bâtiment, l'îlot, le tissu urbain, la ville, l'agglomération. Elle est interdisciplinaire, entre histoire et géographie urbaines, urbanisme et archéologie.
La morphologie urbaine s'inscrit dans la longue lignée des analyses morphologiques et morphogénétiques, depuis Aristote jusqu'à Alan Turing, en passant par Goethe, d'Arcy Thompson, ou encore René Thom.

## Différentes écoles

### École anglo-saxonne
Dans la géographie anglo-saxonne, la morphologie urbaine comme domaine d'études particulier doit ses origines à Lewis Mumford, James Vance et Sam Bass Warner et Peter Hall.

### École italienne
En Italie, la discipline a été fortement influencée par Saverio Muratori (1910, Modène - 1973, Rome) et son ancien étudiant puis assistant Gianfranco Caniggia (1933-1987, Rome). Outre des ouvrages de nature théorique et méthodologique sur le projet d'architecture et d'urbanisme, ces deux auteurs sont connus pour avoir introduit le genre historiographique de la "lecture de ville".
Fort de la conviction que le réel est intelligible et ne résulte pas de pures conventions linguistiques, Muratori a incité ses étudiants à la Faculté d'architecture de Venise dès les années 1950 à relever les structures constructives et distributives des édifices d'îlots entiers de la ville puis de déduire rétrospectivement, à partir de l'état actuel, les phases successives de densification et restructuration jusqu'à obtenir une représentation de la première colonisation du site. Ces travaux d'étudiants de nature expérimentale et audacieusement hypothétiques ont été publiés dans un ouvrage qui a fait date sous le titre Studi per una operante storia urbana di Venezia. Paolo Maretto, l'un des étudiants participant à ce cours, et futur assistant de Saverio Muratori à l'Université de Rome, a procédé en 1986 à une mise à jour de cette "lecture de ville" sous le titre La casa veneziana nella storia della città dalle origini all'ottocento. Cet ouvrage comporte en ouverture une précieuse contribution de Gianfranco Caniggia intitulée "La casa e la città dei primi secoli" (p. 3-52), qui inclut une démonstration rigoureuse de la présence à Venise d'un substrat de vastes enclos primitifs d'environ 14 à 17 m. de largeur par 30 à 40 m. de profondeur (sortes de maisons à cour que Caniggia dénomme en italien "domus elementari"), ultérieurement convertis en îlots urbains complexes au fil de densifications successives des espaces libres et de différenciations/hiérarchisations des constructions. Caniggia désigne ce processus du terme italien "insulizzazione" (littéralement "formation d'une insula, d'un îlot) par analogie avec la formation de l'immeuble de logement collectif urbain à l'époque romaine par densification horizontale et surélévation d'une ancienne domus monofamiliale. La même année 1986, Gianfranco Caniggia, entouré de Gian Luigi Maffei, Paolo Marconi, Adelaide Regazzoni, Francesca Sartogo et de Paolo Maretto comme consultant pour l'histoire urbaine de Venise, prenait part au concours organisé par l'Istituto autonomo per le case popolari (IACP) pour le redéveloppement urbain du quartier Campo di Marte, sur l'île de la Giudecca. Ce projet de concours constitue en quelque sorte le volet opératoire des analyses morphogénétiques citées précédemment. L'école muratorienne a toujours revendiqué que l'étude de la formation et transformation des villes dans le temps (en d'autres termes la compréhension de leur morphogenèse) était un préalable incontournable pour agir au plus près de la tendance des choses et des situations (notion de storia operante, d'histoire opératoire). Dans la méthodologie muratorienne et caniggienne du projet, les moments de la "lecture" et de la "conception" architecturale et urbanistique sont étroitement liés,. Peu après que Muratori ait quitté la Faculté d'architecture de Venise pour honorer sa nomination à celle de l'Université de Rome, il n'a pas craint de revenir à Venise se frotter aux défis de la pratique et au débat public en prenant part au fameux concours pour les Barene de Venezia-Mestre (1958).

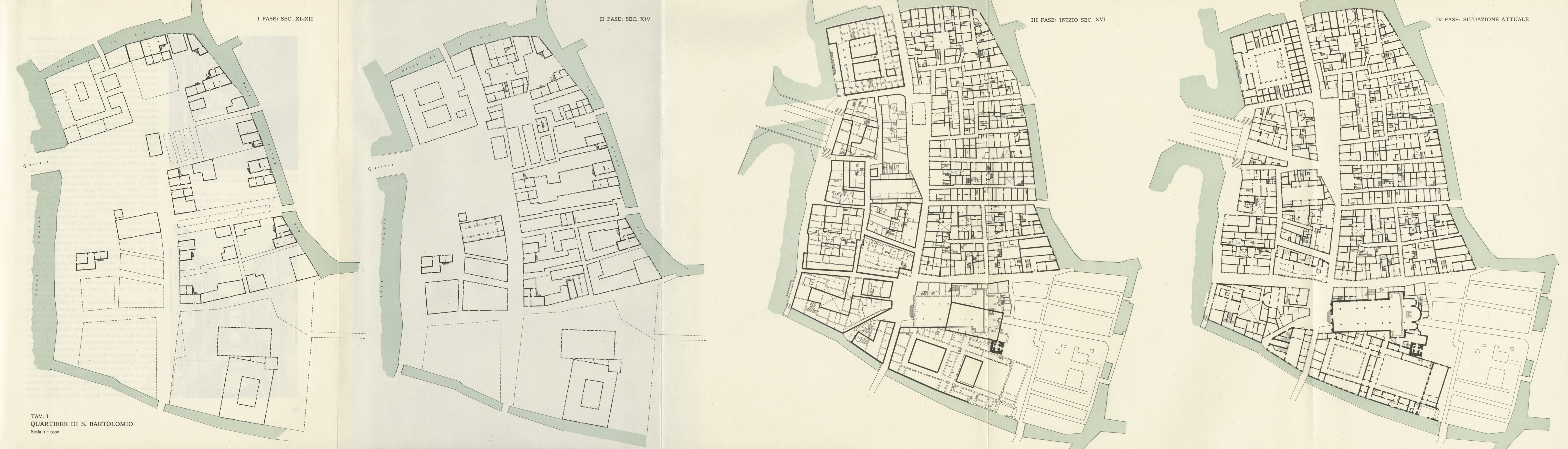
Planche hors-texte no 1 des Studi per una operante storia urbana di Venezia.

Gianfranco Caniggia a soutenu sa thèse à la Faculté d'architecture de l'Université de Rome avec une "lecture de ville" consacrée à Côme, une ancienne colonie romaine dont les caractéristiques structurelles (réseau viaire, découpage parcellaire) et typologiques (maisons à cour) persistent de toute évidence dans le tissu urbain actuel. Ici encore, cette étude a été suivie d'une application opérationnelle lors de la conception du plan directeur d'assainissement du centre historique dans le courant des années 1970. Ce plan pour la rénovation du tissu urbain de Côme dans le respect de ses caractéristiques typologiques a fait date et a servi de modèle de référence (pas toujours explicitement reconnu, comme l'a concédé Pier Luigi Cervellati dans un hommage posthume à Caniggia publié par Matteo Ieva) pour de nombreuses opérations semblables à Bologne, Rome, Genève, Bruxelles, Paris, Berlin, etc.
En même temps que Caniggia procédait à la lecture de Côme, Saverio Muratori et ses étudiants à la Faculté d'architecture de Rome, encadrés par les assistants Guido Marinucci, Renato Bollati et Sergio Bollati, procédaient au relevé des structures constructives et distributives du Quartier de la Renaissance dans la boucle du Tibre et apportaient la démonstration de la persistance dans le tissu urbain actuel de structures et d'infrastructures monumentales de la Rome antique. Ces travaux soutenus financièrement par le Consiglio nazionale delle Ricerche (CNR) ont été publiés en 1963 sous la forme d'un splendide atlas intitulé Studi per una operante storia urbana di Roma. On trouvera un inventaire des "lectures de villes" réalisées par l'école muratorienne dans la documentation rattachée au Fonds d'archives Saverio Muratori déposé à la Bibliothèque Luigi Poletti à Modène.
Gianfranco Caniggia était doté de talents de pédagogue et de vulgarisateur exceptionnels et l'on peut désormais s'en convaincre en visionnant la reconstitution vidéo réalisée en 2021 de la "Lettura di Firenze" ("Lecture de Florence") qu'il présenta en mai 1984 devant les étudiant.e.s de l'Ecole polytechnique fédérale de Zurich. Cette leçon magistrale en langue originale italienne sous-titrée en français a été reconstituée en assemblant l'enregistrement audio d'époque, les diapositives numérisées et des compléments documentaires nécessaires à la compréhension du propos. Au-delà d'un portrait urbanistique de Florence, cette conférence offre une illustration particulièrement claire et de portée générale des principes méthodologiques de la morphologie urbaine et de l'étude typologique des édifices. Cette leçon a été transcrite et publiée en plusieurs langues, ce qui a favorisé non seulement sa notoriété internationale mais, avec elle, la diffusion internationale de l'une des contributions italiennes majeures à la morphologie urbaine,,,,.

### École française
En France, la discipline s'est structurée autour des écoles d’architecture de Versailles et de Marne-la-Vallée, avec la contribution notamment de Philippe Panerai, Jean Castex et David Mangin via différents ouvrages: Formes urbaines, de l'îlot à la barre (1997), Analyse urbaine (1999), Paris métropole : Formes et échelles du Grand-Paris (2008).

### École morphogénétique
Christopher Alexander et le mathématicien Nikos Salingaros ont créé une école de morphologie urbaine basée sur les principes de morphogenèse et d'émergence. Dans The Nature of Order, Alexander fait l'analogie entre le développement urbain et un processus computationnel analogue à la croissance cellulaire dans un organisme.
En Europe, deux centres de référence travaillent sur ces thèmes:
- L'Institut des Morphologies Urbaines (Serge Salat), qui  développe un cadre analytique appuyé sur l'analyse des régularités mathématiques, l'analyse fractale et l'analyse de distribution[21]
- Le Center for Advanced Spatial Analysis (Michael Batty), qui développe un cadre analytique appuyé sur l'analyse fractale et des modèles multi-agents[22]

## Morphologie urbaine et développement durable
En 1989, Newman et Kenworthy publient une courbe montrant une corrélation inverse entre densité urbaine et consommation énergétique pour le transport individuel : moins la ville est dense, plus la consommation énergétique par tête pour les transports est élevée. Dans le contexte actuel de raréfaction de ressources et de changement climatique, cette étude a ouvert la voie à de nombreux travaux étudiant l'impact de la morphologie urbaine sur le comportement énergétique des villes.
En France, deux centres étudient les relations entre morphologie urbaine, énergie et environnement :
- L'Institut des Morphologies Urbaines[23], dirigé par Serge Salat qui couple une analyse quantitative des tissus urbains historiques et actuels, avec des outils d'évaluation et d'action pour les politiques urbaines et les bailleurs de fonds[24].
- L'École des hautes études en sciences sociales, et le séminaire "Morphogenèse et dynamiques urbaines", coorganisé par le Plan Urbanisme Construction Architecture (PUCA)[25] du Ministère de l'Écologie, du Développement durable et de l'Énergie.

## Ouvrages de référence
- Alexander, C., A Structure of Pattern Language, Oxford Press, 1977.
- Panerai, P., Depaule, J.-C., Demorgon, M. & Veyrenche, M., Elements d'analyse urbaine, 1980.
- Salingaros, N., Principles of Urban Structure, 2005.
- Batty, M. & Longley, P., Fractal Cities, 1994.
- Salat, S., Les Villes et les Formes: sur l'Urbanisme Durable, Hermann Ed., 2011.
- Rémy Allain, Morphologie urbaine. Géographie, aménagement et architecture de la ville, Armand Colin, coll. U Géographie, 2004, 256 p.